# Điểm nóng Macdonald

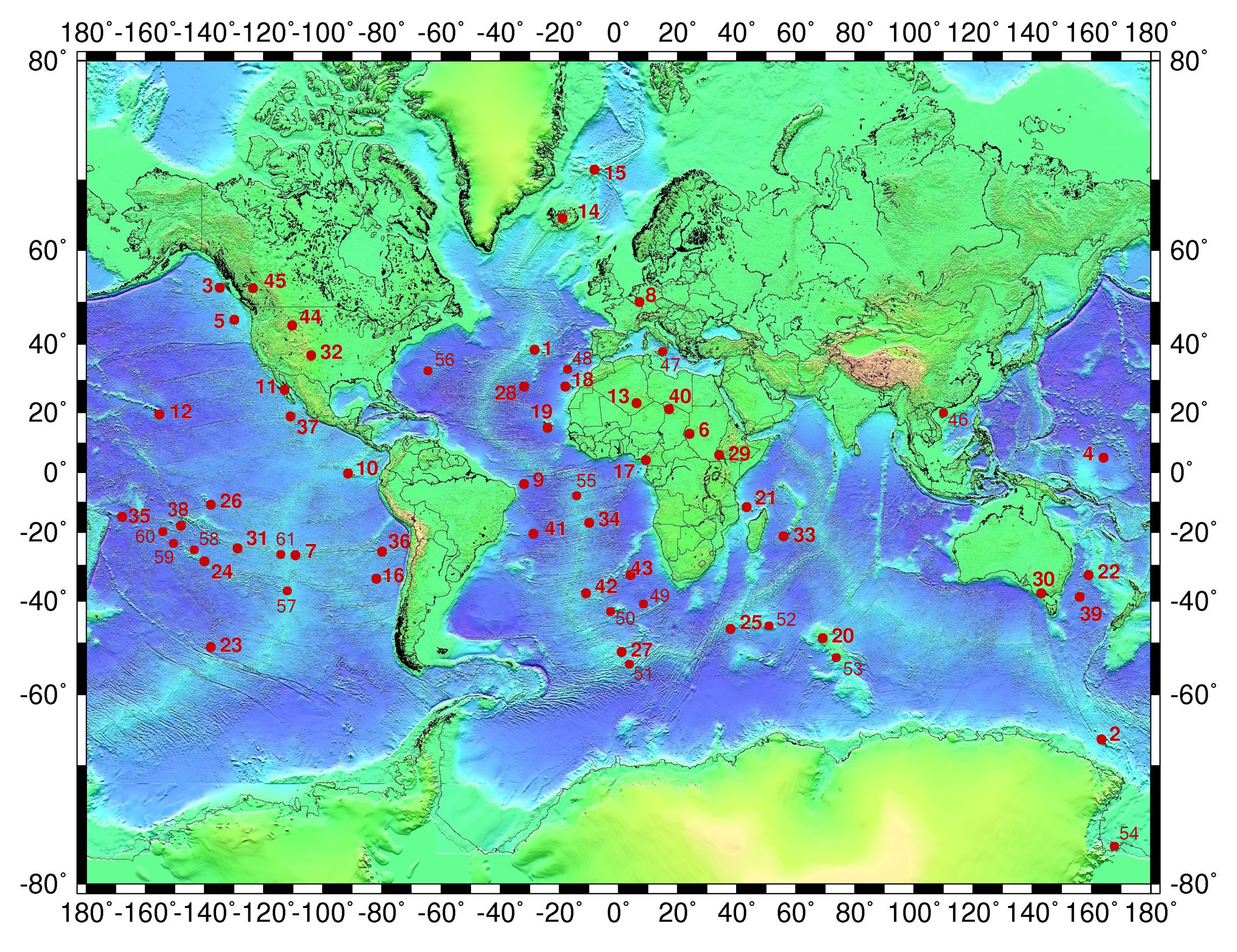
Điểm nóng Macdonald

Điểm nóng Macdonald là một điểm nóng núi lửa ở Nam Thái Bình Dương. Điểm nóng đã tạo ra núi ngầm Macdonald, và có thể là chuỗi các đảo Austral-Cook. Có lẽ nó không tạo ra toàn bộ núi lửa ở Austral và quần đảo Cook vì dữ liệu về tuổi tác cho thấy cần thêm nhiều điểm nóng nữa để tạo ra một số núi lửa.
Ngoài những ngọn núi lửa ở quần đảo Austral và quần đảo Cook, Tokelau, quần đảo Gilbert, quần đảo Phoenix và một số đảo trong quần đảo Marshall cũng như một số núi ngầm ở quần đảo Marshall có thể được hình thành bởi điểm nóng Macdonald.

## Địa chất khu vực
Điểm nóng có thể được giải thích bằng nhiều cách: những chùm manti tạo ra magma trong lớp vỏ, hoặc sự kích hoạt lại các cấu trúc của lớp lithi cũ hoặc sự lan rộng lớp vỏ thông qua sức căng kiến tạo.  Ngoài núi ngầm Macdonald, các núi lửa đang hoạt động được coi là điểm nóng ở Thái Bình Dương bao gồm Hawaii, núi ngầm Bounty tại Pitcairn, Vailulu'u ở Samoa và Mehetia/Teahitia thuộc quần đảo Society.
Hoạt động núi lửa ở Nam Thái Bình Dương đã được liên kết với "South Pacific Superswell", một khu vực mà ở đó đáy biển là nông một cách bất thường. Đây là địa điểm của một số chuỗi núi lửa có tuổi thọ thấp, bao gồm các điểm nóng được đề cập phía trên cũng như điểm nóng Arago, quần đảo Marquesas và Rarotonga. Bên dưới Superswell, một vùng nước trồi đã được xác định trong lớp manti, mặc dù việc thiếu các trạm địa chấn ở các vùng này gây khó khăn cho việc xác định một cách đáng tin cậy. Trong trường hợp của Macdonald, nó có vẻ như một dị thường vận tốc thấp trong lớp phủ tăng lên từ một dị thường khác ở độ sâu 1.200 kilômét (750 dặm) cho bề mặt. Điều này đã được giải thích bởi sự có mặt của một "ngọn núi lửa", một lớp đất cát lớn và cũng hình thành các cao nguyên đại dương trong thời kỳ Creta, với sự phun trào núi lửa ngày nay tại các núi lửa Society và Macdonald có nguồn gốc từ các đám mây thứ cấp tăng lên từ thượng nguồn đến lớp vỏ.